# Victorien Adebayor
Victorien Adebayor, né le 12 novembre 1996 à Niamey au Niger, est un footballeur nigérien évoluant au poste de milieu offensif à la RS Berkane.

## Biographie

### Carrière en club
Victorien Adebayor est formé dans sa ville natale à Niamey à l'AS Douanes.
Le 13 février 2022, il inscrit avec l'AS Douanes un doublé face à la RS Berkane à l'occasion d'un match de Coupe de la confédération (défaite, 5-3). Il termine la compétition en étant classé deuxième meilleur buteur (6) après Karim Konaté (7).
Le 17 août 2022, il s'engage pour quatre saisons à la RS Berkane sous l'entraîneur Abdelhak Benchikha.

### Sélection
Le 6 juin 2015, il reçoit sa première sélection avec l'équipe du Niger à l'occasion d'un match amical face au Gabon au Stade Général-Seyni-Kountché (victoire, 2-1).

## Palmarès

### En club
RS Berkane
- Coupe du Maroc (1) :
  - Vainqueur : 2022.